# 日置通
日置通（ひおきどおり）は、愛知県名古屋市中村区の地名。

## 歴史

### 沿革
- 1937年（昭和12年）11月1日 - 中区西日置町および若狭町の各一部により、中村区日置通として成立[1]。
- 1944年（昭和19年）2月11日 - 中川区に編入され、同区日置通となる[1]。
- 1946年（昭和21年）4月15日 - 再び中村区に編入され、同区日置通となる[1]。
- 1980年（昭和55年）5月25日 - 一部が名駅南五丁目となる[1]。
- 1981年（昭和56年）6月7日 - 名駅南三丁目～五丁目・西日置一丁目・松重町にそれぞれ編入され、消滅[1]。

## 出身・ゆかりのある人物
- 荒川伸也（医学博士、医師）[4]